# Mary Terán de Weiss
María „Mary“ Terán de Weiss (* 29. Januar 1918 in Rosario; † 8. Dezember 1984 in Mar del Plata) war eine argentinische Tennisspielerin, die als erste auch international Erfolg hatte.

## Leben
María Luisa Beatriz Terán begann zunächst mit dem Schwimmsport. Ihrem Wunsch Tennis zu spielen verlieh sie dadurch Nachdruck, indem sie mit der häuslichen Gitarre Luftschläge praktizierte. Zu ihrem zwölften Geburtstag bekam sie ihren ersten Tennisschläger. 1937 wurde sie nationale Juniorenmeisterin und 1941 zum ersten Mal nationale Meisterin. Zwischen 1939 und 1948 gewann sie achtmal das Campeonato del Río de la Plata. 1943 heiratete sie den Tennisspieler Heraldo Weiss.
1945 nahm sie an den U.S. National Championships teil. Seit 1948 spielte sie regelmäßig in Europa. 1948 gewann sie die Trostrunde beim Turnier in Wimbledon, 1949 u. a. die Internationalen Deutschen Tennismeisterschaften. 1950 wurde sie auf der Weltrangliste von John Olliff auf dem zehnten Platz geführt. Bei den Panamerikanischen Spielen 1951 in Buenos Aires gewann sie Gold im Einzel und im Doppel mit Felisa Piédrola der Zappa, sowie Bronze im Mixed an der Seite von Alejo Russell. 1952 starb ihr Mann im Alter von nur 35 Jahren. Bei den Panamerikanischen Spielen 1955 gewann sie noch einmal mit Alejo Russell Bronze im Mixed-Wettbewerb.
Als Funktionsträgerin der Sportpolitik des Präsidenten Juan Perón wurde sie nach dem Militärputsch von 1955 in Argentinien zur unerwünschten Person und siedelte zunächst nach Montevideo über und dann nach Spanien, wo sie 1957 noch einmal nationale Meisterin wurde. 1959 kehrte sie nach Argentinien zurück, ohne dort wieder richtig Fuß fassen zu können. So wurde 1963, als sie für River Plate an den nationalen Damen-Vereinsmeisterschaften teilnehmen wollte, nach Boykott-Aufrufen die gesamte Meisterschaft abgesagt.

## Selbstmord
Nachdem sie am 15. November 1984 versucht hatte, sich mit einer Überdosis Schlaftabletten das Leben zu nehmen, wurde sie von einer mit ihrer verstorbenen Mutter befreundeten Familie in deren Wohnung nach Mar del Plata eingeladen, wo sie am 8. Dezember 1984 im siebten Stock aus dem Fenster sprang und beim Aufprall auf das Vordach des ersten Stocks zu Tode kam.

## Abschneiden bei Grand-Slam-Turnieren

### Einzel
| Turnier     | 1945 | 1946 | 1947 | 1948 | 1949 | 1950 | 1951 | 1952 | 1953 | 1954 | 1955 | 1956 | 1957 | 1958 | 1959 | Karriere |
| ----------- | ---- | ---- | ---- | ---- | ---- | ---- | ---- | ---- | ---- | ---- | ---- | ---- | ---- | ---- | ---- | -------- |
| French Open | x    | —    | —    | VF   | —    | —    | —    | VF   | —    | —    | —    | —    | 1    | —    | 2    | VF       |
| Wimbledon   | x    | —    | —    | 2    | 3    | AF   | 2    | 3    | 3    | —    | 2    | —    | 1    | 3    | 2    | AF       |
| US Open     | AF   | —    | —    | —    | —    | —    | —    | —    | —    | —    | —    | —    | —    | —    | —    | AF       |

### Doppel
| Turnier     | 1945 | 1946 | 1947 | 1948 | 1949 | 1950 | 1951 | 1952 | 1953 | 1954 | 1955 | 1956 | 1957 | 1958 | 1959 | Karriere |
| ----------- | ---- | ---- | ---- | ---- | ---- | ---- | ---- | ---- | ---- | ---- | ---- | ---- | ---- | ---- | ---- | -------- |
| French Open | x    | —    | —    | AF   | —    | —    | —    | 2    | —    | —    | —    | —    | 1    | —    | 1    | AF       |
| Wimbledon   | x    | —    | —    | 2    | 2    | 1    | 1    | (2)  | AF   | —    | 1    | —    | 1    | 2    | 1    | AF       |
| US Open     | AF   | —    | —    | —    | —    | —    | —    | —    | —    | —    | —    | —    | —    | —    | —    | AF       |

### Mixed
| Turnier     | 1945 | 1946 | 1947 | 1948 | 1949 | 1950 | 1951 | 1952 | 1953 | 1954 | 1955 | 1956 | 1957 | 1958 | 1959 | Karriere |
| ----------- | ---- | ---- | ---- | ---- | ---- | ---- | ---- | ---- | ---- | ---- | ---- | ---- | ---- | ---- | ---- | -------- |
| French Open | x    | —    | —    | AF   | —    | —    | —    | 2    | —    | —    | —    | —    | AF   | —    | ?    | AF       |
| Wimbledon   | x    | —    | —    | 1    | AF   | 2    | 3    | (2)  | 2    | —    | 1    | —    | 2    | 2    | 2    | AF       |
| US Open     | 1    | —    | —    | —    | —    | —    | —    | —    | —    | —    | —    | —    | —    | —    | —    | 1        |

## Ehrungen
- Das im Jahr 2006 in Buenos Aires als Parque Roca erbaute größte Tennisstadion Südamerikas erhielt 2007 ihren Namen (Estadio Mary Terán de Weiss).
- Im Jahr 2017 wurde in ihrer Geburtsstadt Rosario eine Straße nach ihr benannt.[1]